# Pere Muixí i Marcet
Pere Muixí i Marcet (Sabadell, 1786-1871) fou terrisser i músic.

## Biografia
Va destacar per la creació d’obres de terra cuita, especialitzant-se en escultures. Entre les seves obres hi ha les grans estàtues del campanar de l’església de Sant Feliu de Sabadell i dos grans gerros per a la façana de la mateixa església. La seva terrisseria es trobava a la cantonada del carrer de la Salut i el raval de Dins.
També va crear figures de pessebre, les seves figures eren senzilles, sense massa detalls de les cames o braços, però molt expressives i pintades amb colors vius. Venudes a preus populars, formaven part de molts pessebres casolans de l’època, representant feines del camp i de les cases, amb homes que portaven barretina i dones amb faldilla ampla.
Juntament amb el seu germà, Joan Baptista Moixí (1796-1882), formà una petita cobla Els Muixins, que amb el temps esdevingué una petita orquestra, on actuà Pau Casals al començament del s. XX.
El seu fill, Joan Muixí i Carol, rector de la Parròquia de Sant Feliu del Racó durant trenta-tres anys. També es va dedicar a la música i a la creació de figures de terra cuita per al jardí de la seva parròquia.